# Городея (деревня)
Городе́я (бел. Гарадзе́я) — деревня в составе Дзержинского сельсовета Дзержинского района Минской области Беларуси. Деревня расположена в 1 километре от Дзержинска, 30 километрах от Минска и 2 километрах от железнодорожной станции Койданово.

## История
С 1960 года деревня была передана в состав Дзержинского сельсовета из состава Станьковского сельсовета, в деревне насчитывалось 52 жителя. Входила в колхоз имени Дзержинского. В 1988 году — 13 дворов, 29 жителей. По состоянию на 2009 год в составе СПК «Крутогорье-Петковичи».

## Население
| Численность населения (по годам) | Численность населения (по годам) | Численность населения (по годам) | Численность населения (по годам) | Численность населения (по годам) | Численность населения (по годам) | Численность населения (по годам) | Численность населения (по годам) | Численность населения (по годам) |
| 1960                             | 1988                             | 1999                             | 2004                             | 2010                             | 2017                             | 2018                             | 2020                             | 2022                             |
| -------------------------------- | -------------------------------- | -------------------------------- | -------------------------------- | -------------------------------- | -------------------------------- | -------------------------------- | -------------------------------- | -------------------------------- |
| 52                               | ↘29                              | ↘20                              | ↘15                              | ↗16                              | ↘4                               | ↘3                               | ↘1                               | ↗4                               |